# Who Is It (Michael Jackson)
Who Is It è una canzone del cantante americano Michael Jackson. È stata pubblicata dalla Epic Records il 13 luglio 1992, come quinto singolo dall'ottavo album in studio di Jackson, Dangerous (1991). La canzone è stata scritta e composta da Jackson, e prodotta da Jackson e Bill Bottrell. Il testo della canzone riguarda la disperazione per essere lasciati da qualcuno che ami; alcuni critici hanno notato un paragone tra il testo della canzone e il singolo di Jackson "Billie Jean" dall'album Thriller. Come parte della promozione per la canzone, nel 1992 sono stati pubblicati due video musicali. La canzone non è stata eseguita da Jackson in nessuno dei suoi tour. Tuttavia, ha eseguito un piccolo segmento della canzone nella sua intervista con Oprah Winfrey all'inizio del 1993. 

## Descrizione
La canzone venne scritta e composta da Michael Jackson e prodotta da Jackson in collaborazione con Bill Bottrell.
Il testo della canzone ha come tema portante una storia d'amore conclusasi male, per la quale il protagonista soffre ed è angosciato. Più precisamente, il testo racconta di un uomo che scopre l'infedeltà della propria donna ed è desideroso di capire a tutti i costi con quale persona è stato tradito. Alcuni critici hanno notato dei punti in comune con le tematiche trattate nel brano Billie Jean dall'album Thriller.

## Video musicale
Il video musicale della canzone è stato diretto da David Fincher.

### Trama
Il video comincia in un ambiente metropolitano, mostrando Michael Jackson in quello che sembra essere un appartamento in un attico, cantando della sua ragazza. È angosciato perché ha trovato un biglietto d'argento con impresso il nome "Alex". Per Jackson ciò implica che "Alex" sia l'amante della fidanzata; quindi, lei lo sta tradendo. Con il proseguire della storia nel video, però, questa ipotesi sembra essere smentita, poiché si scopre che la ragazza assume in realtà identità differenti (Eva, Diana, ecc.) nel suo lavoro di escort. "Alex" (che è anche un nome femminile in inglese) sembra essere quindi una delle tante identità. Si alternano scene in cui Jackson canta nel suo dolore e scene dove la ragazza cambia la propria identità e aspetto per svolgere il suo lavoro, incontrandosi con altri uomini e a volte anche donne, giacendo nel loro letto. Verso la fine del video, Jackson prepara le valigie per lasciare la città a causa della sua angoscia. Un elicottero arriva per prelevarlo. La ragazza, nel frattempo pentita, scappa dalla casa di uno dei clienti e torna a trovare Jackson. Una volta raggiunta la residenza dell'artista chiede al suo manager di lasciarla entrare ma questi, scuotendo la testa, le fa capire che il proprietario di casa se ne è andato. Quando lei chiede il perché, lui lascia cadere un pugno di targhette d'argento, compresa una con impresso il nome "Alex", da una fessura della porta. La ragazza annuisce di aver capito e si allontana. Il regista insinua il sospetto che il personaggio del manager non abbia detto al personaggio interpretato da Jackson ciò che aveva scoperto dal ritrovamento di molte targhette con nomi diversi, probabilmente per non ferirlo.
Dopo questa scena, avendo perso l'amato e non disponendo di alternative, la ragazza ritorna dai suoi sfruttatori e il suo datore di lavoro la schiaffeggia. La storia si conclude con lei che viene preparata per un'ennesima identità e per un nuovo appuntamento, mentre Jackson si vede di spalle su un grande terrazzo mentre fissa l'oceano, probabilmente pensando ancora a lei.

### Sosia
Il sosia E. Casanova Evans, considerato uno dei più somiglianti al cantante e che ha interpretato la parte di Jackson anche nel film Ritorno al futuro - Parte II, ha sostituito Jackson in alcune scene del video dato che questi si trovava impegnato nel suo Dangerous World Tour in quel periodo. In particolare il sosia sostituisce Jackson nella scena della limousine, in quella del jet privato, quando si avvia verso l'elicottero e nell'inquadratura finale di spalle.

### Pubblicazione
Negli Stati Uniti, il video musicale non è mai stato mandato in onda su MTV o VH-1. Al suo posto, ne è stato trasmesso uno comprendente il montaggio di diverse esibizioni dal vivo di Jackson, come quelle del Bad World Tour e la famosa performance di Billie Jean al Motown 25. Il video originale fu pubblicato per la prima volta nel 1993 nella raccolta di video Dangerous - The Short Films e in seguito nel 2010, in versione rimasterizzata, nel box set Michael Jackson's Vision.

## Accoglienza
Parte della critica specializzata ha paragonato Who is It a Billie Jean del 1983. Jon Pareles, giornalista del New York Times, ha descritto Who is It come una «imitazione» di Billie Jean. Chris Willman del Los Angeles Times ha sottolineato come la traccia «ricalca alcuni dei sinuosi, insinuanti aspetti di Billie Jean». Jonathan Bernstein di Spin ha aggiunto che Who Is It è «parente stretta di Bille Jean». Teddy Riley, produttore e coautore di diverse tracce di Dangerous, ha invece accostato Who Is It ad un'altra canzone di Jackson, ovvero Dirty Diana dell'album Bad del 1987. Nel suo libro Man in the Music (New York, 2011) Joseph Vogel sostiene che il paragone con Billie Jean è dovuto al fatto che le due composizioni contengono entrambe «argomenti cupi, tormentati ed enigmatici, e tutte e due sono costruite su dei fantastici giri di basso». «In un certo senso - continua l'autore - questo brano rappresenta un'evoluzione dello stesso argomento: la causa della disperazione è più ambigua, più interiore. Il soggetto non è più una donna (...) ma la condizione psicologica del narratore.» «In un album pieno di brani straordinari - aggiunge il critico - Who Is It ha degli ottimi elementi per risultare il migliore di tutti. (...) Le sue potenti espressioni di dolore potrebbero competere con le opere più penetranti di poeti come Robert Lowell o Sylvia Plath. Who Is It è una richiesta disperata di contatto umano, una rivelazione contenuta in sei minuti e mezzo di esorcismo».

## Tracce
CD maxi
1. Who Is It (7" Edit with Intro) – 4:10
2. Who Is It (The Most Patient Mix) – 7:44
3. Who Is It (IHS Mix) – 7:58
4. Who Is It (P-Man Dub) – 7:31
5. Don't Stop 'til You Get Enough (Roger's Underground Solution Mix) – 6:22

Singolo 7"
1. Who Is It (7" Edit with Intro) – 4:10
2. Rock with You (Masters at Work Remix) – 5:29

The Remixes – CD maxi 12"
1. Who Is It (Patience Mix) – 7:44
2. Who Is It (The Most Patient Mix) – 7:44
3. Who Is It (IHS Mix) – 7:58
4. Who Is It (P-Man Dub) – 7:31

CD singolo
1. Who Is It (The Most Patient Mix) – 7:44
2. Who Is It (IHS Mix) – 7:58
3. Don't Stop 'til You Get Enough (Roger's Underground Solution Mix) – 6:22

The Remixes - CD maxi
1. Who Is It (Patience Mix) – 7:44
2. Who Is It (The Most Patient Mix) – 7:44
3. Who Is It (IHS Mix) – 7:58
4. Who Is It (P-Man Dub) – 7:31
5. Don't Stop 'til You Get Enough (Roger's Underground Solution Mix) – 6:22

CD maxi
1. Who Is It (The Oprah Winfrey Special Intro) – 4:00
2. Who Is It (Patience Edit) – 4:01
3. Who Is It (House 7") – 3:55
4. Who Is It (Brother's In Rhythm House Mix) – 7:13
5. Beat It (Moby's Sub Mix) – 6:11

CD maxi 12"
1. Who Is It (Brothers in Rhythm House Mix) – 7:11
2. Who Is It (Tribal Version) – 7:39
3. Who Is It (Brothers Cool Dub) – 5:47
4. Who Is It (Lakeside Dub) – 7:36
5. Beat It (Moby's Sub Mix) – 6:18

## Successo commerciale
Il singolo venne inizialmente pubblicato solo per il mercato europeo, ottenendo un buon successo e raggiungendo la top 20 in diverse classifiche.
Nel gennaio 1993 Jackson cantò il brano in una versione a cappella introducendolo con dei beatbox durante un'intervista con Oprah Winfrey. Gli ottimi dati di ascolto dell'intervista uniti alla positiva reazione del pubblico portarono la casa discografica a pubblicare il singolo anche negli Stati Uniti il 29 marzo dello stesso anno al posto della prevista Give In to Me, il cui video era stato presentato in anteprima proprio durante tale intervista e che sarà, invece, estratta come singolo successivo.

## Crediti
- Scritta, composta e arrangiata da Michael Jackson[11]
- Prodotta da Michael Jackson e Bill Bottrell[11]
- Voce solista e cori di Michael Jackson[11]
- Registrata e mixata da Bill Botrell
- Sintetizzatori di Bill Botrell
- Batteria di Bryan Loren e Bill Botrell
- Basso di Louis Johnson
- Arrangiamento ritmico di Brad Buxer e David Paich
- Tastiere di Brad Buxer, Michael Boddicker, David Paich, Steve Porcaro e Jai Winding
- Arrangiamento archi di George del Barrio
- Primo violino di Endre Grant
- Violoncello solista di Larry Corbett
- Voce soprano di Michael Jackson e Linda Harmon

## Classifiche
| Classifica (1992)             | Posizione massima |
| ----------------------------- | ----------------- |
| Australia                     | 34                |
| Austria                       | 5                 |
| Belgio (Fiandre)              | 9                 |
| Finlandia                     | 11                |
| Francia                       | 8                 |
| Germania                      | 9                 |
| Irlanda                       | 6                 |
| Italia                        | 18                |
| Norvegia                      | 10                |
| Nuova Zelanda                 | 16                |
| Paesi Bassi                   | 13                |
| Regno Unito                   | 10                |
| Spagna                        | 19                |
| Svezia                        | 24                |
| Svizzera                      | 14                |
| Classifica (1993)             | Posizione massima |
| Canada                        | 6                 |
| Canada (dance chart)          | 5                 |
| Stati Uniti                   | 14                |
| Stati Uniti (pop)             | 6                 |
| Stati Uniti (R&B)             | 6                 |
| Stati Uniti (dance club play) | 1                 |
| Stati Uniti (hot dance sales) | 1                 |
| Stati Uniti (rhythmic)        | 21                |
| Stati Uniti (radio)           | 14                |